# Nicolaes Witsen

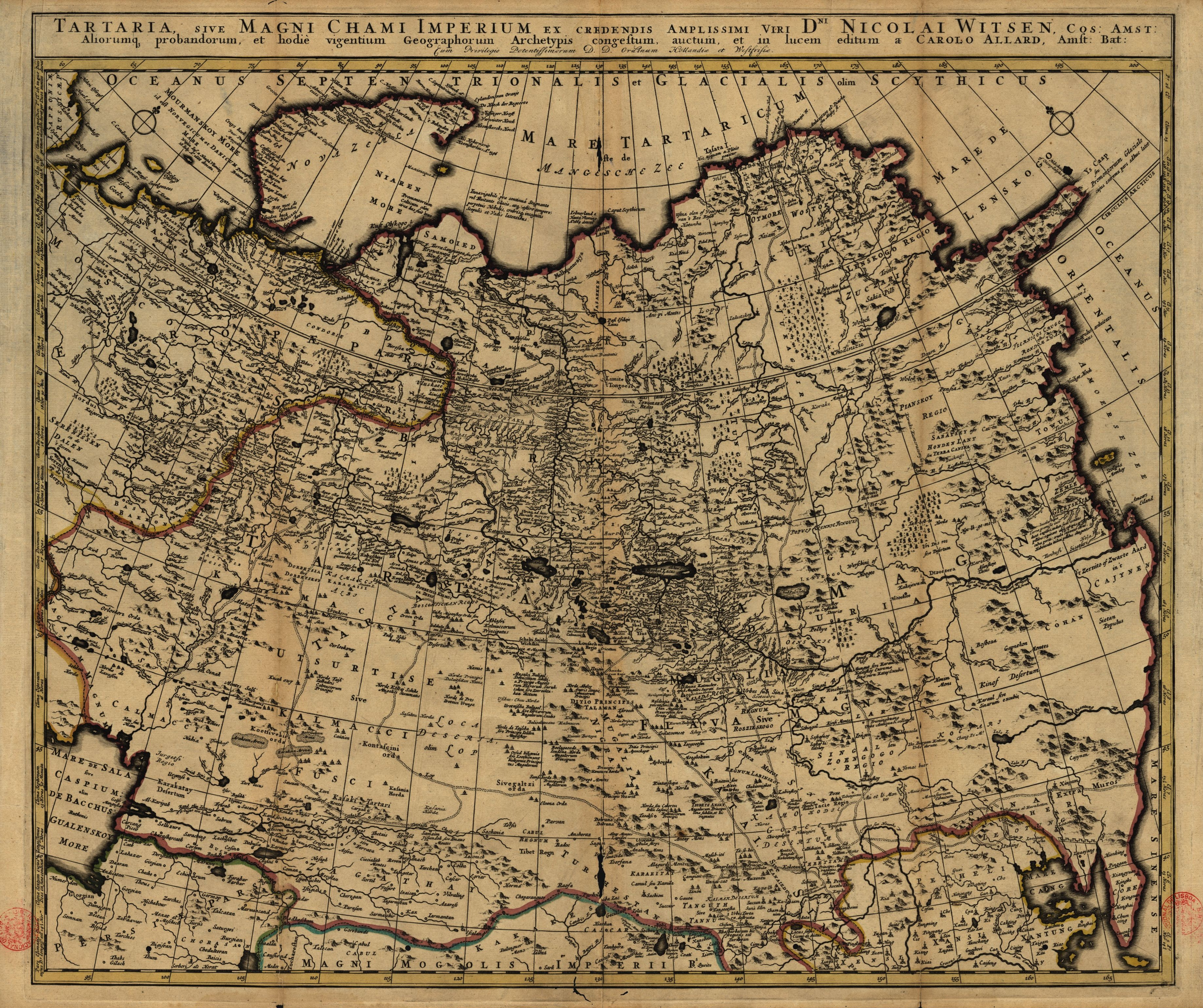
Mapa Tartarii Witsena

Nicolaes Witsen (ur. 8 maja 1641, zm. 10 sierpnia 1717) – holenderski polityk, przedsiębiorca, dyplomata i kartograf. Jego ojcem był Cornelis Jan Witsen, burmistrz Amsterdamu i udziałowiec VOC.
W latach 1665-1666 Nicolaes Witsen i Jakob Boreel udali się w misję dyplomatyczną do Rosji, gdzie sporządził mapę "Tartarii" (Syberia). W latach 1682-1706 kilkakrotnie burmistrz Amsterdamu, potem deputowany holenderskich Stanów Generalnych. W 1693 roku ambasador nadzwyczajny w Londynie.
Pisał fachowe książki o budownictwie okrętowym.

## Dzieła literackie
- Nicolaas Witsen. Moscovische Reyse, 1664-1665. Deel 1. Onder redactie van Th.J.G. Locher en P. de Buck. 1966. lxxv, 94 p.
- Nicolaas Witsen. Moscovische Reyse, 1664-1665. Deel 2. Onder redactie van Th.J.G. Locher en P. de Buck. 1966. 196 p.
- Nicolaas Witsen. Moscovische Reyse, 1664-1665. Deel 3. Onder redactie van Th.J.G. Locher en P. de Buck. 1967. 247 p.
- Architectura navalis et reginem nauticum (ook bekend als Aeloude en hedendaegsche scheepsbouw en bestier), 1671, tweede uitgebreide druk 1690.
- Noord en Oost Tartarye, ofte bondig ontwerp van eenige dier landen en volken, welke voormaels bekent zĳn geweest : beneffens verscheide tot noch toe onbekende, en meest nooit voorheen beschreve Tartersche en naaburige gewesten, landstreeken, steden, rivieren, en plaetzen, in de Noorder., 1692, tweede uitgebreide druk 1705.